# Kloster Marienthal (Luxemburg)

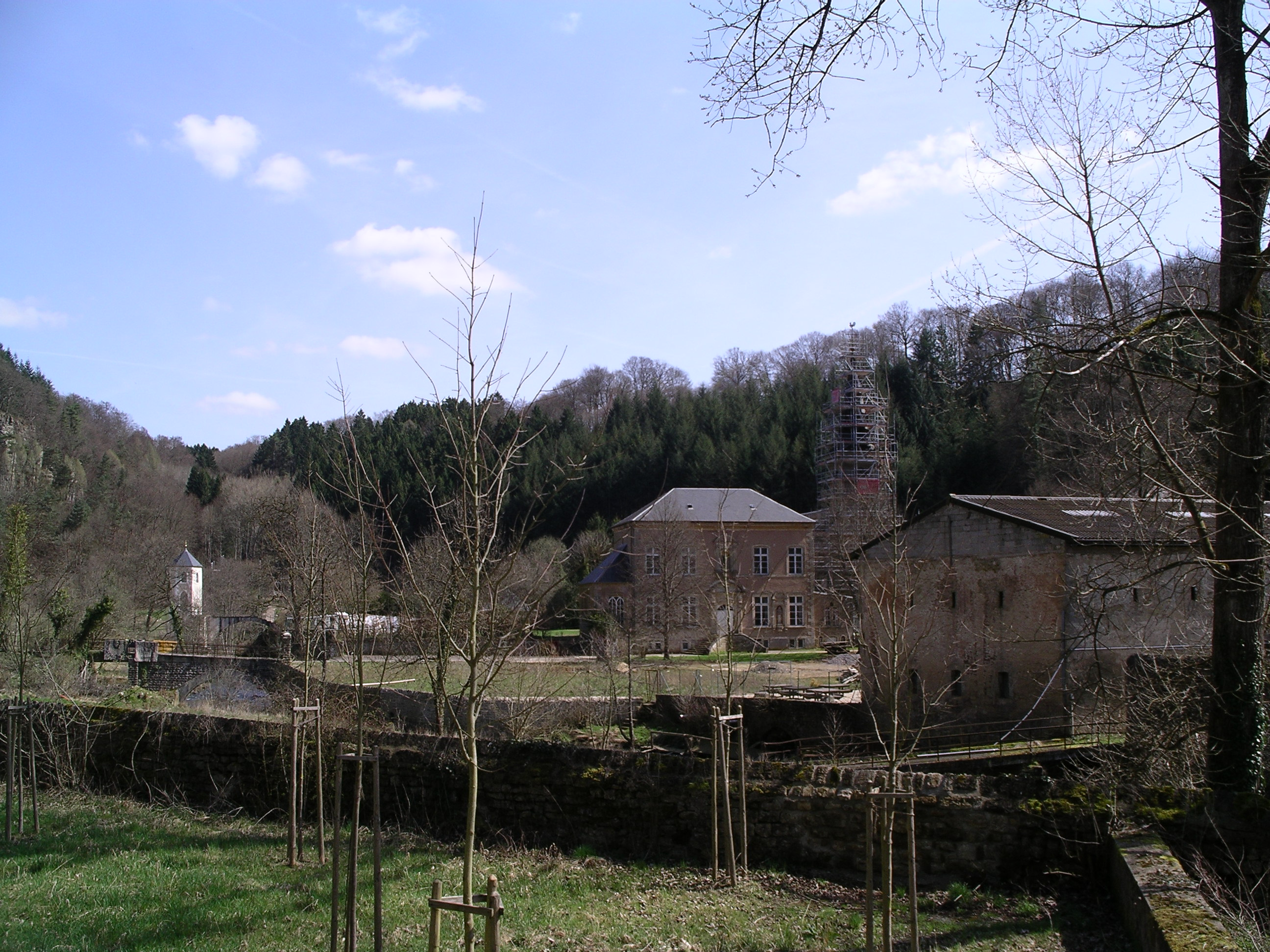
Kloster Marienthal mit Yolanda-Turm

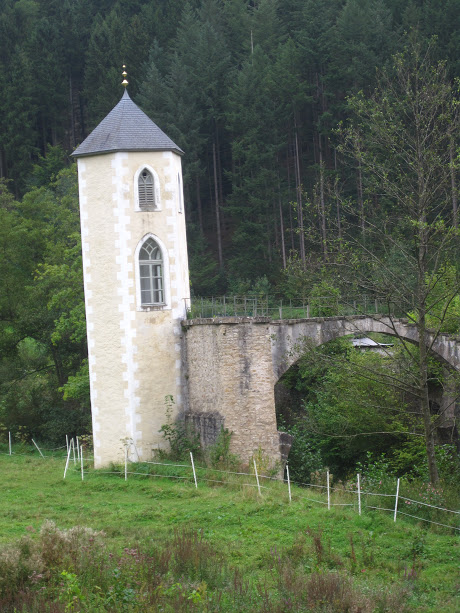
Der Yolanda-Turm in Marienthal

Das Kloster Marienthal ist ein ehemaliges Kloster an der Eisch in Marienthal, Gemeinde Helperknapp, das im 13. Jahrhundert durch Dominikanerinnen aus Straßburg gegründet wurde. 
Zu Beginn war es ein armes Kloster, was sich aber änderte, als im Jahre 1258 Yolanda von Vianden Priorin des Klosters wurde. Durch verschiedene Schenkungen der Grafen von Vianden an Luxemburg erlebte Marienthal einen Aufschwung. Yolanda ließ eine Bibliothek einrichten und förderte das wirtschaftliche und kulturelle Leben des Klosters. Unter ihrer Leitung wurde auch die 50 Meter lange und 35 Meter breite, fünfschiffige gotische Klosterkirche errichtet, die aber heute nicht mehr existiert. Nach ihrem Tod im Jahr 1283 wurde Yolanda hinter dem Altar der Kirche beigesetzt. 
Nachdem Luxemburg im 18. Jahrhundert an Österreich gefallen war, ließ Joseph II. im Jahre 1783 alle kontemplativen Orden aufheben, dazu zählte auch das Kloster Marienthal. 
Im Jahre 1890 erwarben die Weißen Väter das verfallene Klostergebäude, ein Teil ging auch an die Schwestern der Doctrine Chrétienne. Im Zweiten Weltkrieg bot das Gebäude vielen Flüchtlingen eine erste Unterkunft. Die Weißen Väter verließen Marienthal im Jahre 1974.
Heute betreibt der Service National de la Jeunesse (SNJ) hier eine Jugendbildungsstätte.